# Drapeau Teresa Herrera
Le Drapeau Teresa Herrera est un régate annuelle de traînières qui a eu lieu de façon intermittente dans des eaux de La Corogne (Galice).

## Histoire
La première édition de la régate débute en 1986, dont le vainqueur est la traînière de Kaiku (Sestao, Biscaye). Les éditions suivantes seront gagnées principalement par des clubs galiciens et basques. Durant les dernières années, les régates ont été créées pour la Ligue Galicienne de traînières, et précédemment pour la Ligue Nord-Ouest de traînières. Il convient de souligner que dans les premières éditions de cette régate portait le nom de Trophée Teresa Herrera et on a ensuite attribué à la fois le trophée et le drapeau. Par exemple en 2008 c'est l'édition n° XXIII du Trophée et VIIIe édition du Drapeau.

## Palmarès
| Édition | Année | Champion           |
| ------- | ----- | ------------------ |
| I       | 1986  | Kaiku              |
| II      | 1987  | Zumaia             |
| III     | 1988  | Santurtzi          |
| --      | 1989  | Non disputée       |
| IV      | 1990  | --                 |
| V       | 1991  | Orio               |
| VI      | 1992  | Orio               |
| VII     | 1993  | Samertolameu Meira |
| VIII    | 1994  | --                 |
| IX      | 1995  | --                 |
| X       | 1996  | --                 |
| XI      | 1997  | --                 |
| XII     | 1998  | Tirán              |
| XIII    | 1999  | --                 |
| XIV     | 2000  | --                 |
| XV      | 2001  | Tirán              |
| XVI     | 2002  | Mecos              |
| XVII    | 2003  | Samertolameu Meira |
| XVIII   | 2004  | Samertolameu Meira |
| XIX     | 2005  | Perillo            |
| XX      | 2006  | Amegrove           |
| XXI     | 2007  | Tirán              |
| XXII    | 2008  | Samertolameu Meira |
| XXIII   | 2009  | Mecos              |

### Sources
- (es) Cet article est partiellement ou en totalité issu de l’article de Wikipédia en espagnol intitulé « Bandera Teresa Herrera » (voir la liste des auteurs).